# Adolph Bernhard Marx

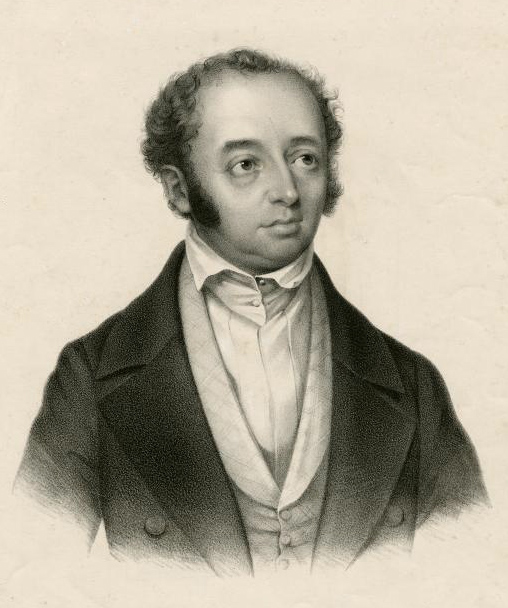
Adolph Bernhard Marx

Adolph Bernhard Marx (* 15. Mai 1795 in Halle (Saale); † 17. Mai 1866 in Berlin) war ein deutscher Musikwissenschaftler, Musiktheoretiker und Komponist.

## Leben
Adolph Bernhard Marx, der Rechtswissenschaften studiert hatte, nahm in seiner Heimatstadt Musikunterricht bei Daniel Gottlob Türk und dann in Berlin bei Carl Friedrich Zelter. 1827 promovierte er an der Universität Marburg zum Dr. phil. Er wurde 1830 Musikprofessor der Friedrich-Wilhelms-Universität Berlin und 1832 Universitätsmusikdirektor.
Er war 1844 neben Franz Commer, dem Custos der Musikabteilung der Königlichen Bibliothek, und Otto Lange, Musikkritiker der Vossischen Zeitung, Gründungsmitglied des Berliner Tonkünstlervereins, des ersten Tonkünstler-Berufsverbands auf deutschem Boden. 1850 gehörte er neben Julius Stern und Theodor Kullak zu den Begründern des Stern’schen Konservatoriums, an dem er bis 1856 als Kompositionslehrer wirkte. Einer seiner Schüler war Nikolai Iwanowitsch Saremba.
Marx erwarb sich vor allem als musikwissenschaftlicher Autor, als Verfasser einer Beethoven-Biografie, des Buches Gluck und die Oper und als Herausgeber der Werke Händels und Bachs Ansehen.
Ein fundamentaler Beitrag zur Musiktheorie sind seine Definitionen der Sonaten(haupt)satzform und ihrer Bestandteile (Die Lehre von der musikalischen Komposition).
1824 begründete er die Berliner Allgemeine Musikalische Zeitung, die er bis 1830 herausgab. Bereits 1829 unterstützte er hier die Aufführung der Matthäuspassion durch Felix Mendelssohn Bartholdy mit der Sing-Akademie zu Berlin und setzte sich vehement für das Spätwerk Beethovens ein, das zu seiner Zeit als verworren und unspielbar galt.
Adolph Bernhard Marx starb 1866 nur zwei Tage nach seinem 71. Geburtstag in Berlin und wurde auf dem Alten St.-Matthäus-Kirchhof in Schöneberg beigesetzt. Im Zuge der von den Nationalsozialisten 1938/1939 durchgeführten Einebnungen auf dem Friedhof wurden seine sterblichen Überreste in ein Sammelgrab auf dem Südwestkirchhof Stahnsdorf bei Berlin umgebettet.

### Familie
Marx heiratete 1838 in Dessau Marie Therese Cohn (* 1820 in Dessau – ca. 1877 in Berlin), eine Tochter des dortigen Kaufmanns Salomon Cohn aus seiner Ehe mit Fanny Cohn geb. Schönig. Marie Therese war eine Schülerin von Friedrich Schneider und trat später auch schriftstellerisch hervor. Adolph Bernhard und Marie Therese Marx hatten einen Sohn und drei Töchter.
Therese Marx veröffentlichte 1869 die Schrift: Adolf Bernhard Marx’ Verhältniß zu Felix Mendelssohn Bartholdy, in Bezug auf Eduard Devrient’s Darstellung (Dürr’sche Buchhandlung, Leipzig 1869).

## Musikalische Werke
Seine eigenen Kompositionen hatten wenig Erfolg. Zu nennen sind das Oratorium Johannes der Täufer sowie das Oratorium Mose, das erstmals am 2. Dezember 1841 in Breslau unter der Leitung von Johann Theodor Mosewius aufgeführt wurde. Am 14. November 2009 kam es durch die Sing-Akademie zu Berlin in der Gethsemanekirche Berlin-Prenzlauer Berg und am 9. November 2019 mit dem Gewandhauschor unter Gregor Meyer in Leipzig zu Wiederaufführungen. Erwähnenswert sind des Weiteren eine Kantate, das Singspiel Jery und Bätely nach einem Text von Goethe, ein Orgelchoralbuch sowie Lieder, Chöre und Klavierwerke.

## Schriften
- Die Kunst des Gesanges, theoretisch-praktisch. Schlesinger, Berlin 1826 (Digitalisat).
- Ueber die Geltung Händelscher Sologesänge für unsere Zeit. Ein Nachtrag zu der Kunst des Gesanges. Schlesinger, Berlin 1828 (Digitalisat).
- Ueber Malerei in der Tonkunst. Ein Maigruß an die Kunstphilosophen. Finck, Berlin 1828 (Digitalisat).
- Johann Sebastian Bach: Große Passionsmusik nach dem Evangelium Matthaei. (BWV 244), vollständiger Klavierauszug von Adolph Bernhard Marx. Schlesinger, Berlin 1830, 190 gest. S. qu-fol. (Digitalisat, Stadtbibliothek (Lübeck)).
- Die alte Musiklehre im Streit mit unserer Zeit. Breitkopf und Härtel, Leipzig 1841 ((Digitalisat)).
- Lehre von der musikalischen Komposition. 4 Bände. Breitkopf und Härtel, Leipzig 1837–1847.
- Allgemeine Musiklehre. Ein Hülfsbuch für Lehrer und Lernende in jedem Zweige musikalischer Unterweisung. Breitkopf und Härtel, Leipzig 1839; books.google.at
- Die Musik des neunzehnten Jahrhunderts und ihre Pflege. Methode der Musik. Breitkopf und Härtel, Leipzig 1855 (Digitalisat).
- Ludwig van Beethoven. Leben und Schaffen. 2 Bände. Janke, Berlin 1859 (Digitalisat Band 1; Digitalisat Band 2; Nachdruck: 2 Bände in 1 Band. Olms, Olms, Hildesheim 1979, ISBN 3-487-06720-X).
- Anleitung zum Vortrag Beethovenscher Klavierwerke. Janke, Berlin 1863 (Digitalisat).
- Gluck und die Oper. 2 Bände. Janke, Berlin 1863 (Digitalisat Band 1; Digitalisat Band 2; Nachdruck: Olms, Hildesheim 1980, ISBN 3-487-07035-9).
- Erinnerungen. Aus meinem Leben. 2 Bände. Janke, Berlin 1865 (Digitalisat Band 1; Digitalisat Band 2).
- Das Ideal und die Gegenwart. Costenoble, Jena 1867 (Digitalisat).

## Briefe
- Klaus Martin Kopitz, Eva Katharina Klein, Thomas Synofzik (Hrsg.): Briefwechsel Robert und Clara Schumanns mit Korrespondenten in Berlin 1832 bis 1883 (= Schumann-Briefedition. Serie 2: Briefwechsel mit Freunden und Künstlerkollegen. Band 17). Dohr, Köln 2015, ISBN 978-3-86846-028-5, S. 405–435.